# Sericochroa comana
Sericochroa comana är en fjärilsart som beskrevs av Paul Dognin 1911. Sericochroa comana ingår i släktet Sericochroa och familjen tandspinnare. Inga underarter finns listade i Catalogue of Life.